# Route 331 (Nouvelle-Écosse)
Pour les articles homonymes, voir Route 331.
La route 331 est une route secondaire de la Nouvelle-Écosse d'orientation nord-sud généralement située dans le sud-ouest de la province, dans et au sud de Bridgewater. Elle est une route faiblement empruntée, excepté sa section dans Bridgewater, qui est hautement empruntée. De plus, elle mesure 57 kilomètres, et est une route asphaltée sur l'entièreté de son tracé.

## Tracé
La route 331 débute à Mill Village, sur la route 103, à sa sortie (intersection) 17. Elle se dirige vers l'est pendant 15 kilomètres, traversant Voglers Cove, puis elle tourne vers le nord-est tout en continuant de suivre la rive de l'océan Atlantique. Elle rejoint Petite Rivière et LaHave, où elle tourne vers le nord-ouest pour suivre la rivière LaHave, sur sa rive sud-ouest. Elle continue ensuite de suivre la rivière pour une quinzaine de kilomètres, puis elle fait son entrée dans Bridgewater.
Dans Bridgewater, la 331 est la rue principale, la rue King, alors qu'elle suit la rivière et traverse le centre-ville, d'autant plus que la route 3 entre en multiplex avec la 331. Elle se termine à sa jonction avec la rue Victoria, la route 325, au nord du centre-ville de Bridgewater.

## Communautés traversées
1. Mill Village (0)
2. East Port Medway (6)
3. Voglers Cove (10)
4. Cherry Hill (14)
5. Broad Cove (19)
6. Petite Rivière (26)
7. Crescent Beach (31)
8. West Dublin (32)
9. Dublin Shore (35)
10. LaHave (38)
11. Pentz (40)
12. West LaHave (43)
13. Pleasantville (47)
14. Conquerall Bank (50)
15. High Head (53)
16. Bridgewater (54-57)

(): km